# Necrocinesis

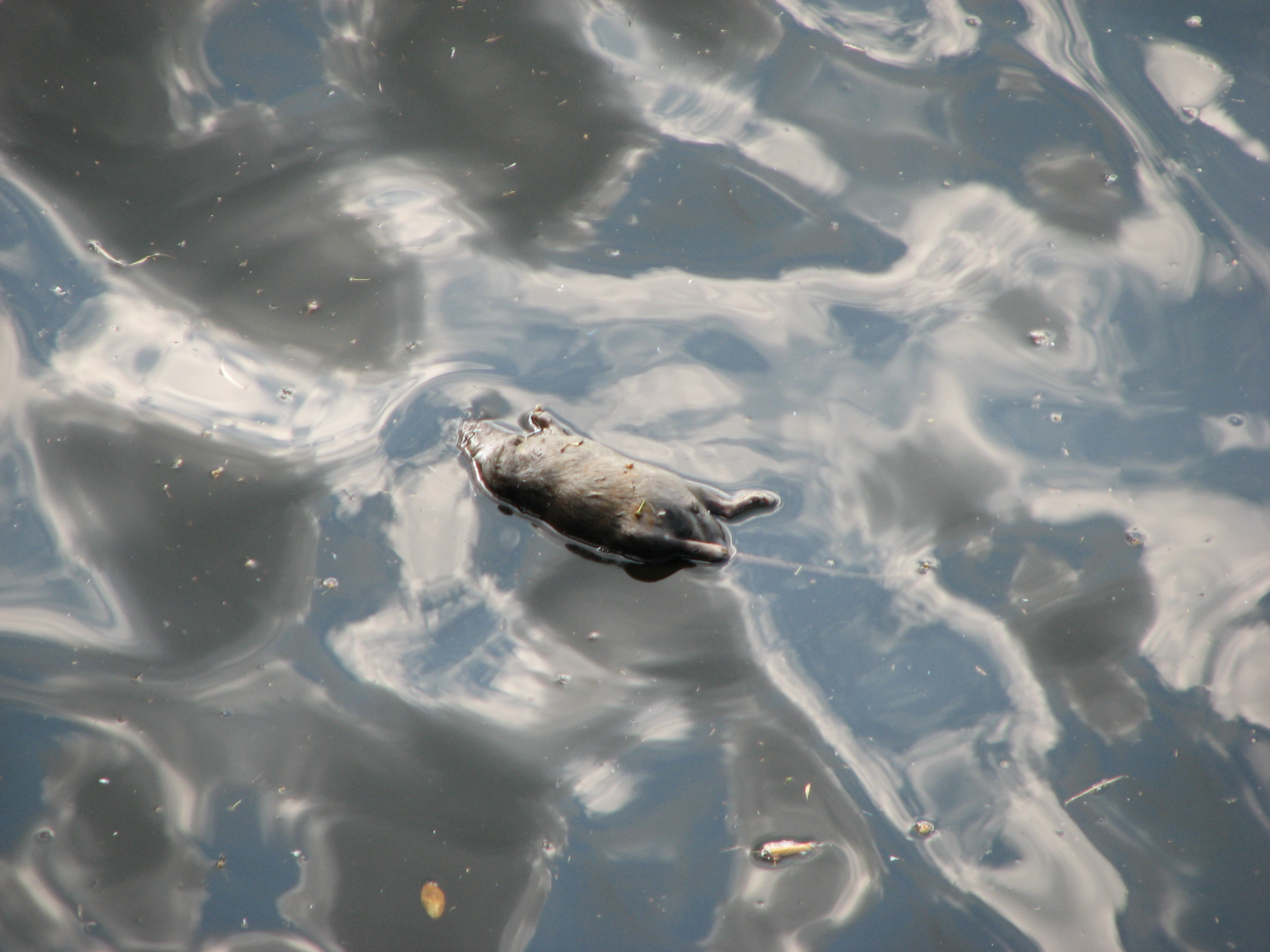
Cadáver de roedor flotando en un río.

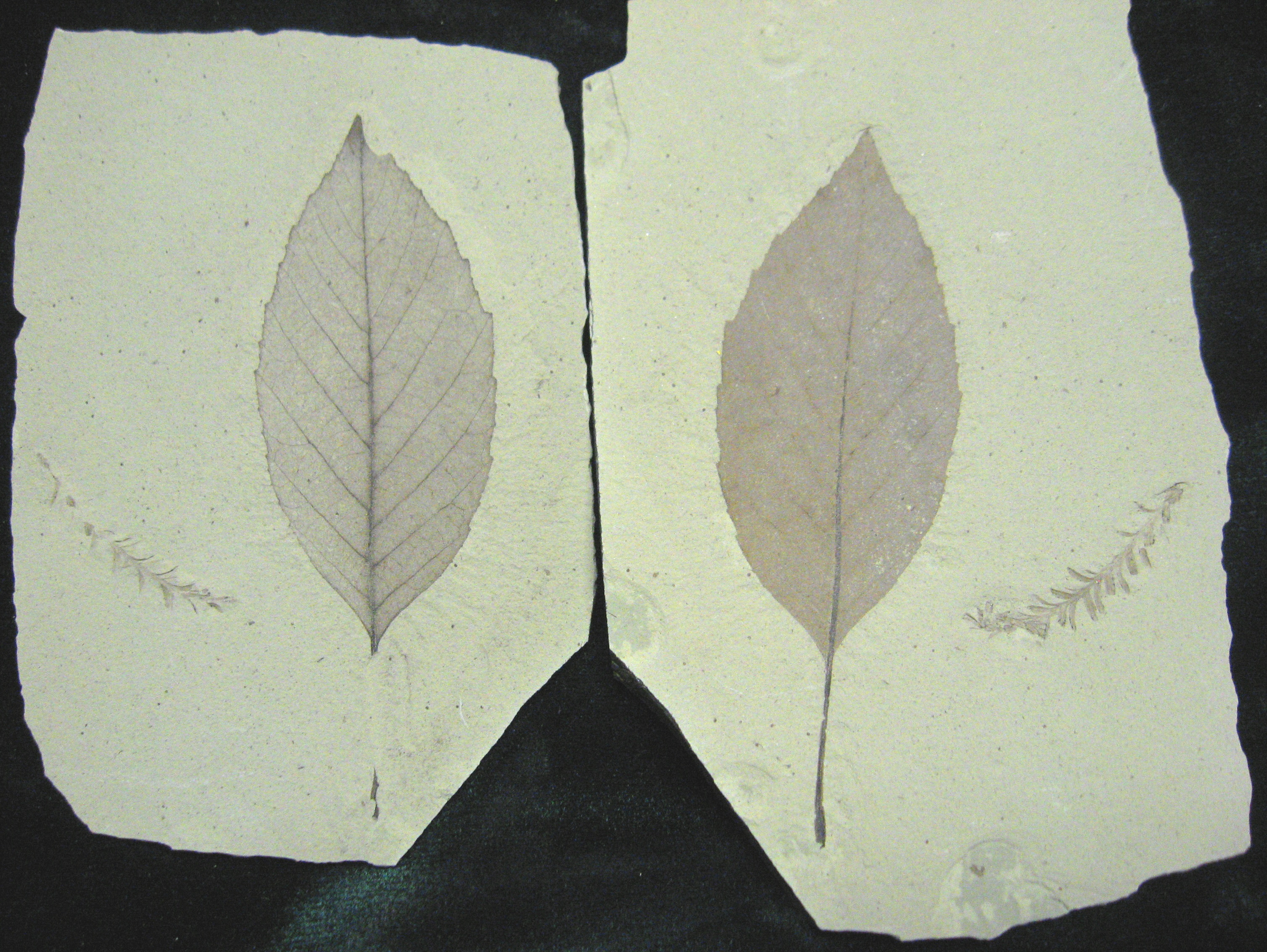
Restos fósiles de hojas de Alnus parvifolia y Metasequoia occidentalis. El desplazamiento sufrido por las hojas hasta su acumulación constituye un proceso de necrocinesis.

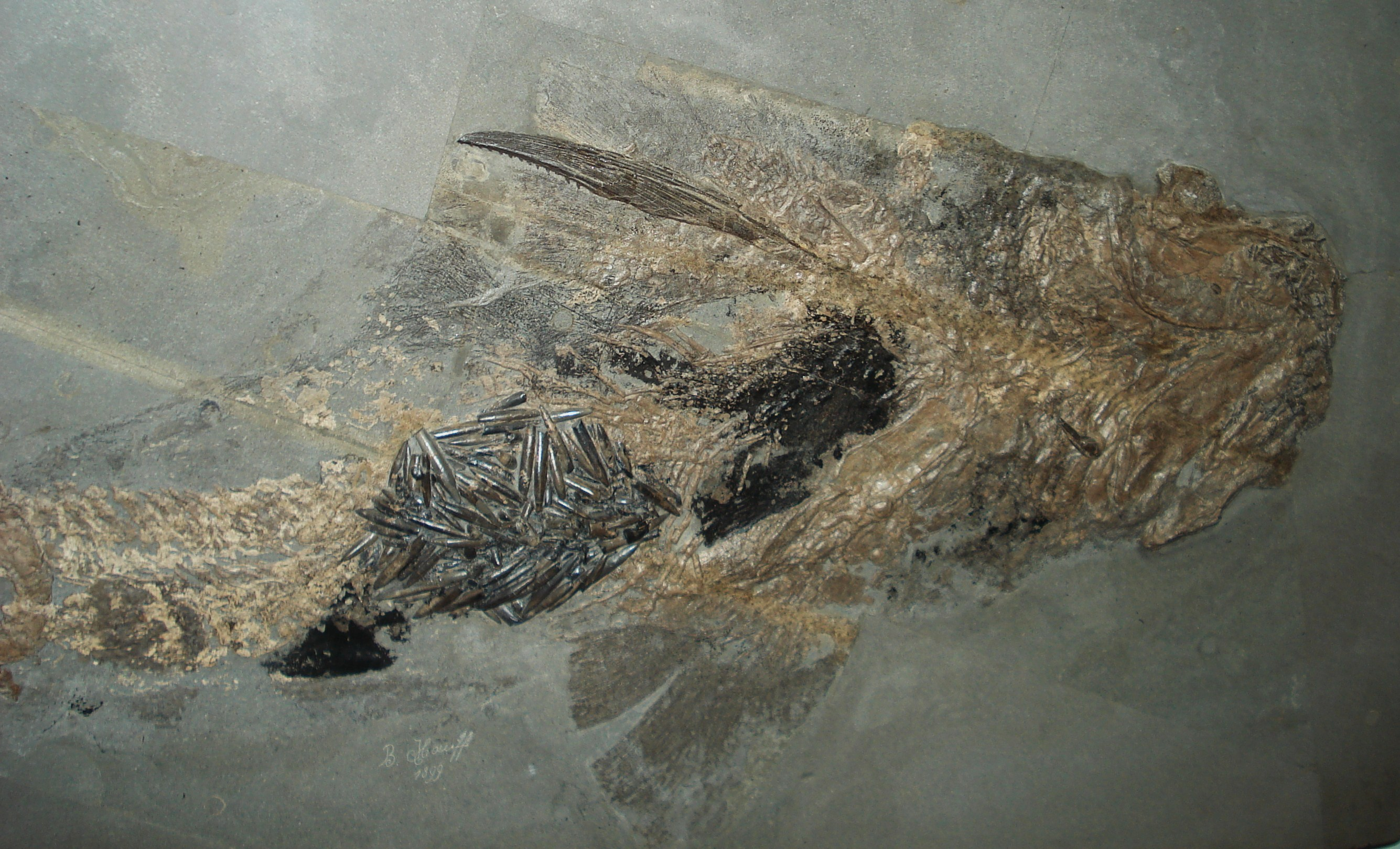
Concentración de restos de belemnites transportada en el tracto digestivo de su depredador, un tiburón del género Hybodus.

La necrocinesis, transporte o dispersión post mortem es un proceso tafonómico, propio de la fase bioestratinómica, que consiste en el desplazamiento por agentes naturales, geológicos o biológicos, de restos susceptibles de convertirse en fósiles, desde el lugar de su producción biogénica (muerte o realización) hasta su acumulación final sobre el sustrato, antes del enterramiento.
La necrocinesis incluye, entre otros, los procesos de desplazamiento por gravedad, los verticales en un medio subacuático por variación del contenido de gases y fluidos de un cadáver (ascenso o descenso hasta su posición de equilibrio hidrostático), la deriva necroplanctónica o necrocinética (por viento o corrientes hidráulicas) o la resedimentación por agentes de transporte (desplazamiento lateral de un resto previamente acumulado).

## Algunos ejemplos de desplazamientos necrocinéticos
- Polen, esporas, hojas, exuvias, etc. transportadas por el viento.[3]
- Restos esqueléticos de presas de rapaces u otros carnívoros transportados en el sistema digestivo del predador y excretados como excrementos o egagrópilas a kilómetros del lugar de captura.[4]
- Cadáveres de vertebrados terrestres arrastrados por una corriente fluvial hasta la desembocadura o más allá y que pueden acabar en el litoral o incluso en el fondo marino, muy alejados de su ecosistema y área de distribución.[3]
- Restos de organismos nectónicos que, tras la muerte, caen hasta el fondo marino.[3]
- Conchas de cefalópodos (ej.: Nautilus actuales o Ammonoidea extintos) que, una vez fallecido el organismo, adquieren una alta flotabilidad por los gases de la descomposición que dura hasta varios meses después, pudiendo llegar a ser arrastrados por vientos y corrientes marinas a varios miles de kilómetros del lugar de origen.[3][5]